# 春熙路街道
春熙路街道，是中华人民共和国四川省成都市锦江区下辖的一个乡镇级行政单位。
2019年12月25日，成都市人民政府批复同意撤销督院街街道、盐市口街道，将原督院街街道和原盐市口街道所属行政区域划归春熙路街道管辖；将春熙路街道华兴街社区、岳府街社区所属行政区域划归书院街街道管辖。

## 行政区划
春熙路街道下辖以下地区：
总府路社区、督院街社区、盐道街社区、盐市口社区。